# Níjniaia Saldà
Níjniaia Saldà (en rus: Нижняя Салда) és una ciutat de l'óblast de Sverdlovsk, a Rússia, segons el cens del 2021 tenia 17.229 habitants.